# 滕布拉多爾 (莫納加斯州)
滕布拉多爾（西班牙語：Temblador），是委內瑞拉的城鎮，位於該國東部莫納加斯州，是解放者市的首府，始建於1823年，主要經濟活動有農業和畜牧業，面積3,500平方公里，海拔高度30米。

## 节日活动
在当地，二月或三月份将举行狂欢节。